# Babice (kraj ołomuniecki)
Babice – miejscowość i gmina (obec) w Czechach, w kraju ołomunieckim, w powiecie Ołomuniec. W 2022 roku liczyła 443 mieszkańców.